# Оскард

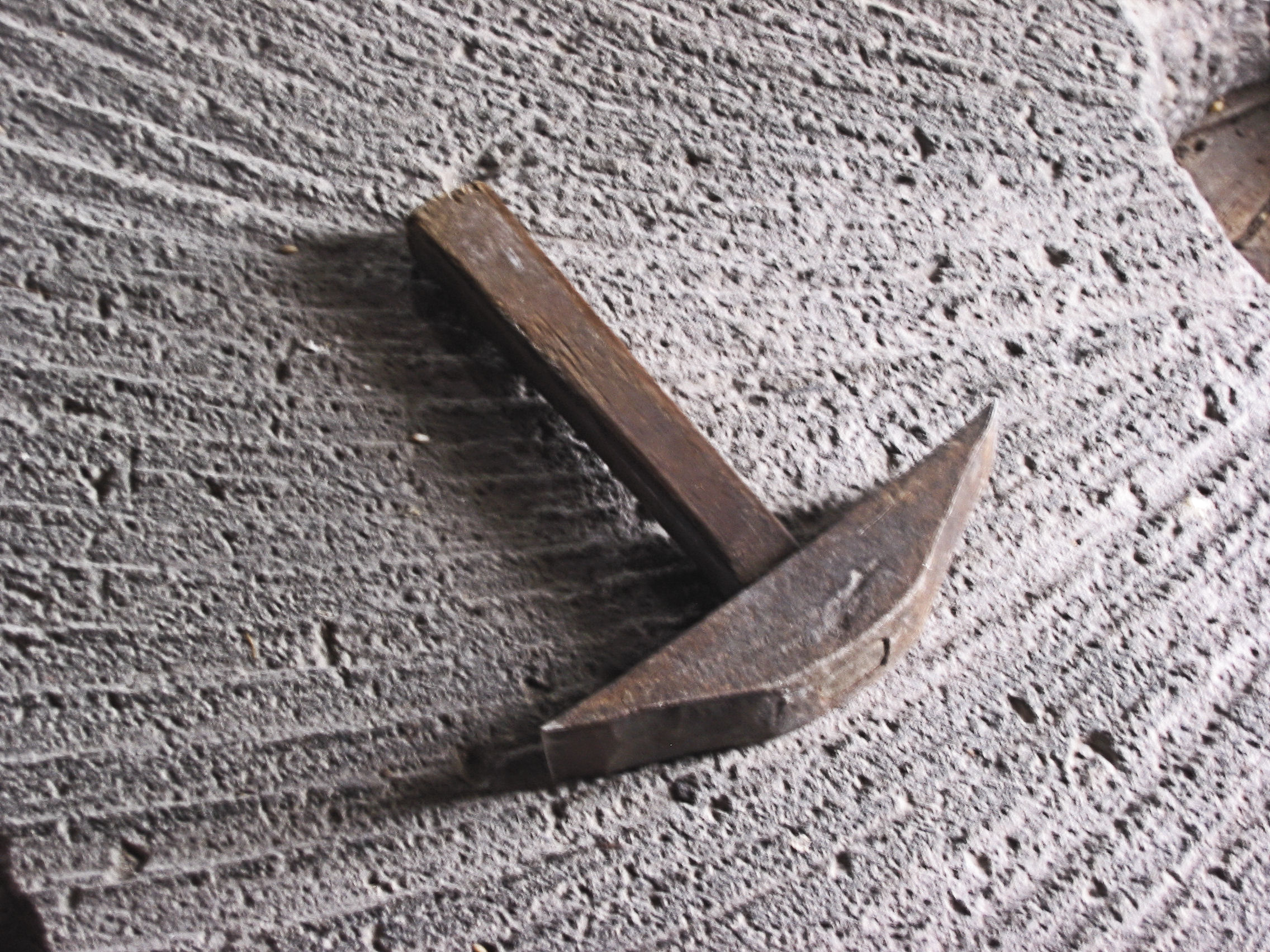
Оскард на жорні

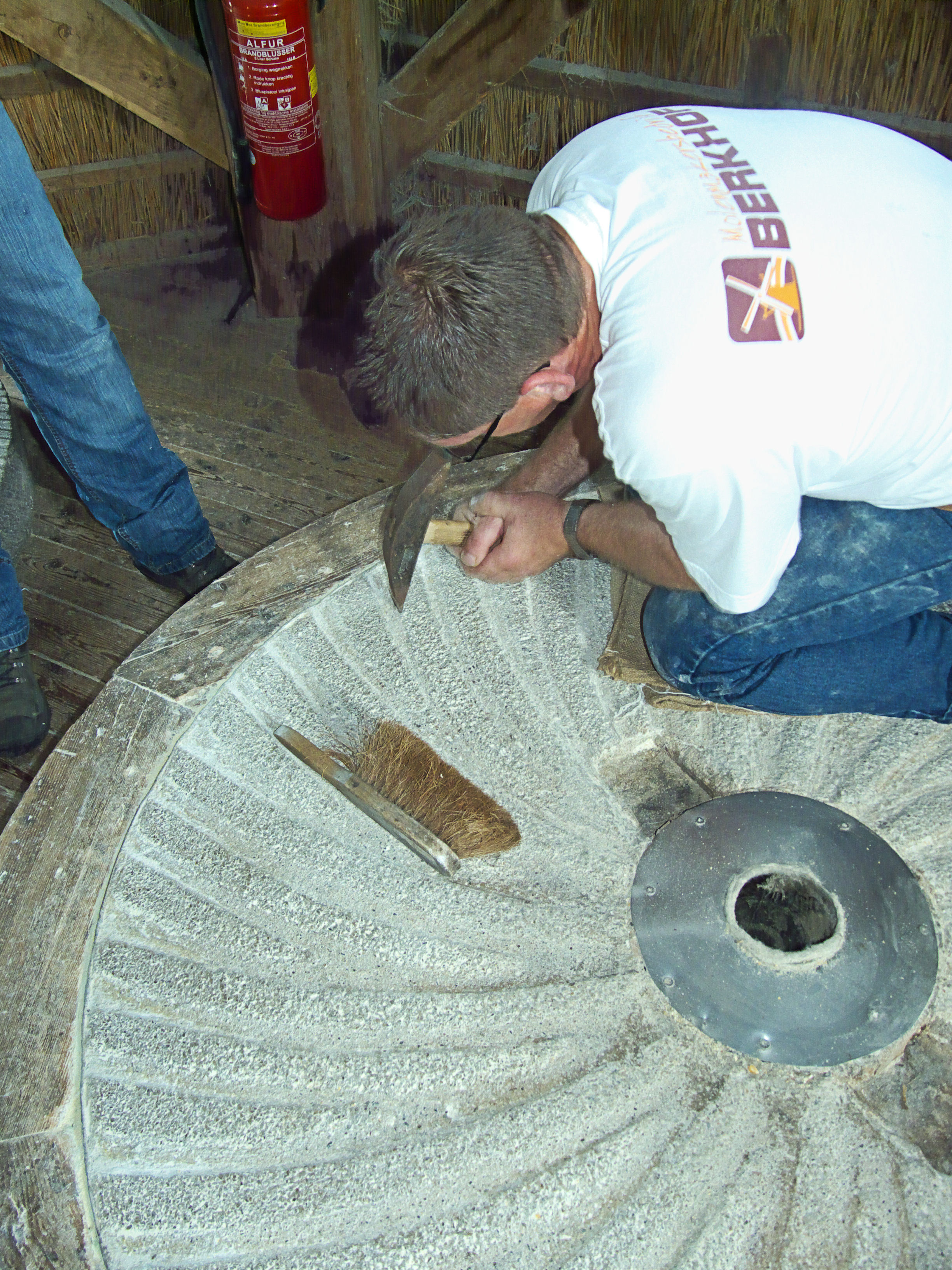
Карбування поверхні жорна оскардом

О́ска́рд, оска́рда (прасл. *oskъr̥dъ, від *ob- та *skorditi; сполучення -ар замість -ор пояснюється польським впливом), о́скарб (контамінація з «карбувати») — спеціальна кирка, молоток, колись вживані для карбування жорен. Оскард з гострими кінцями також називався дзьобань. При помелі жорна ручних млинків, водяних і вітряних млинів поступово стираються і стають гладкими, насічку на їхніх робочих поверхнях необхідно постійно поновлювати. Майстри-жорнярі виконували цю роботу оскардом. Для контролю глибини карбування використовували дощечку-шаблон, так звану шмигу.